# Wedoro (Penawangan)
Wedoro is een bestuurslaag in het regentschap Grobogan van de provincie Midden-Java, Indonesië. Wedoro telt 1924 inwoners (volkstelling 2010).